# Wolfgang Völz

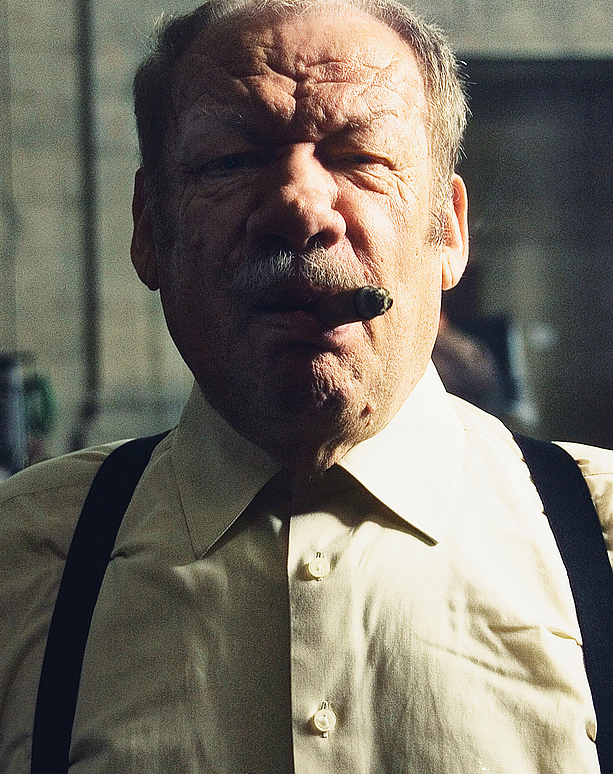
Wolfgang Völz, 2011

Wolfgang Otto Isaak Völz (* 16. August 1930 in Danzig-Langfuhr, Freie Stadt Danzig; † 2. Mai 2018 in Berlin) war ein deutscher Bühnen-, Fernseh- und Filmschauspieler, der durch seine markante und vielseitige Stimme auch großen Erfolg als Synchron- und Hörspielsprecher hatte.

## Leben

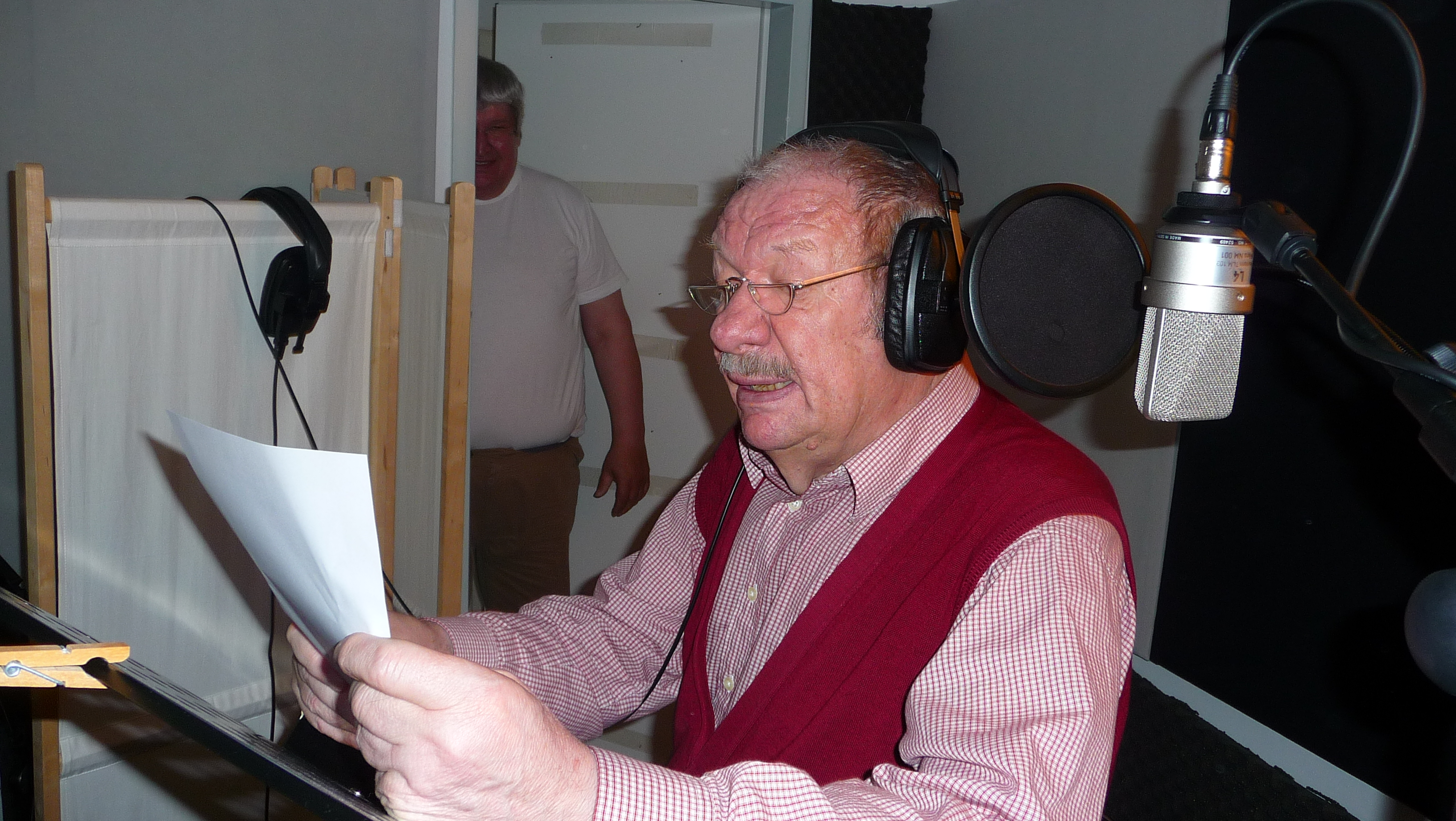
Wolfgang Völz während der Synchronisation des Films Der Gründer 2010 in Berlin (im Hintergrund Helmut Krauss)

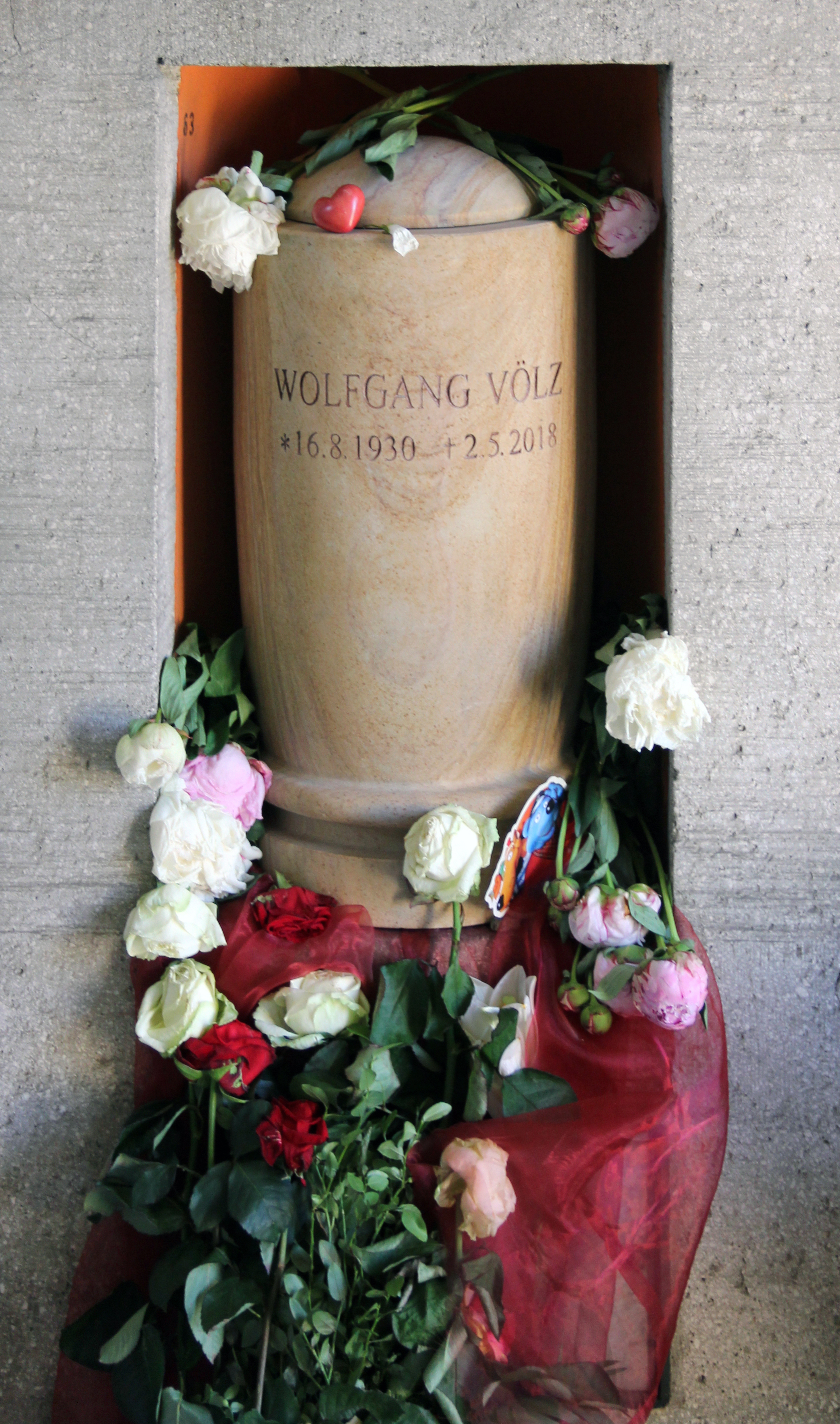
Völz’ Grabstätte auf dem Friedhof Wilmersdorf

Wolfgang Völz stammte aus Danzig. Sein Vater kam kurz vor seiner Geburt bei einem Verkehrsunfall ums Leben; seine Mutter Hildegard Völz, geb. Post, betrieb in Danzig ein Käse- und Milchwarengeschäft. Kunden der Mutter verschafften dem jungen Wolfgang Völz erste Kinderrollen im Theater. 1947 siedelte Völz mit seiner Mutter, seiner Großmutter und drei Tanten nach Hasperde bei Hameln über. In Hameln absolvierte er zunächst eine Bäckerlehre, nahm in Hannover Schauspielunterricht und lernte danach bei Theodor Becker und Max Gaede. 1949 debütierte Völz als „Page“ in Friedrich Schillers Don Karlos am Landestheater Hannover. Es folgten Engagements in Goslar und Osnabrück, bevor Völz 1952 nach Hannover zurückkehrte. Seit 1955 war Völz an den Berliner Bühnen und Mitglied beim Berliner Kabarett Die Stachelschweine. „Der Sozialdemokrat Völz spielte politisches Kabarett bei den Stachelschweinen und erklärte das augenzwinkernd mit den Worten: ‚Ich bin eine absolut linke Socke.‘“
Bereits in den 1950er-Jahren drehte Völz neben Stars wie Hans Albers oder Gert Fröbe Kinofilme. Seit den 1950er Jahren war er mit Dietmar Schönherr eng befreundet, mit dem er einige gemeinsame Film- und Fernsehauftritte, unter anderem in der Raumpatrouille, hatte. Diese Serie war für beide der größte Erfolg in ihrer Filmlaufbahn. Neben Auftritten in den Kriminalserien Stahlnetz und Das Kriminalmuseum wie auch in Edgar-Wallace-Filmen folgten ab 1967 insgesamt 76 Folgen der Fernsehserie Graf Yoster gibt sich die Ehre, einer seiner größten Erfolge in einer langen Reihe von Serienauftritten. Dort verkörperte er die Rolle des vorbestraften Chauffeurs Johann, der einem aristokratischen Amateurdetektiv und Krimiautor, gespielt von Lukas Ammann, dabei hilft, Fälle in den „besseren Kreisen“ zu lösen. Er erinnerte sich gern an diese Rolle, in der er unter anderem zwei Rolls-Royce „kaputtfahren durfte“.
Neben etlichen Film- und Theaterrollen wirkte Wolfgang Völz in einem der ersten AIDS-Aufklärungsspots mit und war Synchronsprecher, unter anderem in der Werbung („Toyota: Nichts ist unmöglich“, Käpt’n Iglo). Er lieh seine Stimme Peter Ustinov, Mel Brooks, Walter Matthau (den er als seinen Lieblingsschauspieler beim Synchronsprechen bezeichnete) und Michel Piccoli. Außerdem sprach er die Figuren Majestix, Käpt’n Blaubär, den Wirt Butterblume in Der Herr der Ringe: Die Gefährten, König Georg II. in Pirates of the Caribbean – Fremde Gezeiten sowie Jeff Smart in Clever & Smart. In der Zeichentrickserie Captain Future sprach er den Androiden Otto. Völz war außerdem in der US-Serie Airwolf die deutsche Stimme von Ernest Borgnine, der das Crewmitglied Dominic Santini spielte. Er war außerdem die deutsche Stimme von Dana Elcar alias Pete Thornton in der Serie MacGyver.
Völz war bis in die 2000er Jahre hinein ein vielbeschäftigter Darsteller, zumeist in Nebenrollen. Bei seinem einzigen Auftritt in einer englischsprachigen Produktion (Finale in Berlin, 1966) wurde er in der deutschen Fassung von seinem Kollegen Rolf Schult synchronisiert. 1994 spielte er bei Pumuckl und der blaue Klabauter den Steuermann des Schiffes und sprach die Stimme des blauen Klabauters. 1999 sprach er in der kurzlebigen, an den Film anschließenden Serie Pumuckls Abenteuer erneut den blauen Klabauter. Außerdem synchronisierte er Roy Dotrice in Angel – Jäger der Finsternis (in der Folge Mein Vater und ich).
In den Wixxer-Filmen nahm er 2004 und 2007 in der Rolle eines senilen Scotland-Yard-Chefs seine früheren Rollen selbstironisch aufs Korn. Völz blieb bis in die 2010er-Jahre als Schauspieler aktiv. Von seinen vielen Serien sagte Völz einmal: „Ich habe an die 600 Fernsehrollen gespielt. Es war immer die gleiche Grütze.“ Neben seinen Engagements in konventionellen Fernsehserien arbeitete er mit experimentellen Regisseuren wie Rosa von Praunheim (Der Einstein des Sex). Völz sah sich als „allerersten Mann der zweiten Klasse“; Schönherr verglich ihn dagegen mit Walter Matthau.

## Privatleben
Wolfgang Völz wurde im selben Haus geboren wie der Schauspieler Eddi Arent. Später traten sie auch öfter gemeinsam in Film und Fernsehen auf. Er selbst setzte als Scherz während einer Talkshow die Mär in die Welt, er sei mit dem Namen Wolfgang Otto Isaak Treppengeländer auf die Welt gekommen, die sogar Einzug in mindestens zwei Bücher fand. Diesen Scherz klärte im Januar 2018 sein Enkelsohn Daniel Völz in einem Interview für den Kölner Express auf.
Wolfgang Völz war Mitglied der SPD und 1994 Mitglied der Bundesversammlung.
Wolfgang Völz war seit 1955 mit der bei Tatjana Gsovsky ausgebildeten Tänzerin Roswitha Völz (* 1934), geborene Karwath aus Berlin-Wilmersdorf, verheiratet, die auch bei den Dreharbeiten zu Raumpatrouille mitwirkte. Ihre beiden Kinder, Benjamin Völz und Rebecca Völz, sind ebenfalls in der Synchronisation aktiv. Über ihn und seinen Sohn Benjamin Völz ist eine Biographie mit dem Titel Benjamin und Wolfgang Völz – eine Biografie erschienen. Sein Enkel Daniel Völz war der Bachelor in der 8. Staffel der gleichnamigen Show auf RTL.
2014 erlitt Wolfgang Völz einen Schlaganfall. Er starb am 2. Mai 2018 im Alter von 87 Jahren in seinem Wohnhaus in Berlin-Wilmersdorf. Am 6. Juni 2018 wurde seine Asche im Kolumbarium des Friedhofs Wilmersdorf beigesetzt.

## Filmografie Schauspieler (Auswahl)
- 1954: Ihre große Prüfung
- 1955: Der 20. Juli
- 1955: Roman einer Siebzehnjährigen
- 1955: Die Drei von der Tankstelle
- 1956: Kirschen in Nachbars Garten
- 1956: Charleys Tante
- 1956: Die wilde Auguste
- 1956: Kitty und die große Welt
- 1956: Uns gefällt die Welt
- 1956: Der Meineidbauer
- 1957: Frühling in Berlin
- 1957: Banktresor 713
- 1957: Das Glück liegt auf der Straße
- 1957: Der Fuchs von Paris
- 1957: Das Mädchen ohne Pyjama
- 1958: Der Mann im Strom
- 1958: Polikuschka
- 1958: Ich war ihm hörig
- 1958: Piefke, der Schrecken der Kompanie
- 1959: Heimat – Deine Lieder
- 1959: Abschied von den Wolken
- 1959: Du bist wunderbar
- 1959: Ein Tag, der nie zu Ende geht
- 1960: Die Fastnachtsbeichte
- 1960: Die 1000 Augen des Dr. Mabuse
- 1961: Der Transport
- 1961: Frau Cheneys Ende
- 1961: Der grüne Bogenschütze
- 1961: Mein Mann, das Wirtschaftswunder
- 1962: Straße der Verheißung
- 1963: Das Feuerschiff
- 1963: Orden für die Wunderkinder
- 1963: Interpol greift ein! (Filmreihe) – Der Trick mit dem Schlüssel
- 1964: Das Wirtshaus von Dartmoor
- 1964: Nebelmörder
- 1964: Emil und die Detektive
- 1964: Sechs Stunden Angst (Fernsehfilm)
- 1964: Abenteuerliche Geschichten (Fernsehreihe)
- 1964: Eines schönen Tages (Fernsehfilm)
- 1964: Interpol greift ein! (Filmreihe) – Tod um die Ecke
- 1964: Lydia muss sterben (Fernsehfilm)
- 1965: Interpol greift ein! (Filmreihe) – Geld Geld Geld – Zwei Milliarden gegen die Bank von England
- 1966: Das Bohrloch oder Bayern ist nicht Texas
- 1966: Raumpatrouille – Die phantastischen Abenteuer des Raumschiffes Orion (Fernsehserie)
- 1966: Brille und Bombe: Bei uns liegen Sie richtig!
- 1966: Finale in Berlin (Funeral in Berlin)
- 1966: Lange Beine – lange Finger
- 1967–1977: Graf Yoster gibt sich die Ehre (Fernsehserie)
- 1967: Die 25. Stunde (La 25e Heure)
- 1968: Babeck (Krimi-Dreiteiler)
- 1968: Ein Sarg für Mr. Holloway (Fernsehfilm)
- 1969: Pippi geht von Bord
- 1970: Pippi in Taka-Tuka-Land
- 1970: Der Mann, der den Eiffelturm verkaufte
- 1970: Engel, die ihre Flügel verbrennen
- 1971: Glückspilze
- 1971: Unser Willi ist der Beste
- 1973: Paganini (Fernsehfilm)
- 1973: Zwischen den Flügen (Fernsehserie)
- 1974: Auch ich war nur ein mittelmäßiger Schüler
- 1977: Das Leben kann so schön sein … (Westdeutsches Schulfernsehen)
- 1979: Die Koblanks (Fernsehserie)
- 1979: Was wären wir ohne uns (Fernsehserie)
- 1980: Mein Gott, Willi!
- 1982: Jägerschlacht
- 1985: Der Fehler des Piloten (Fernsehfilm)
- 1986: Die Krimistunde (Folge 20, Episoden: „Brieffreundschaft“, „Flitterwochen Erster Klasse“)
- 1987: Die Krimistunde (Folge 25, Episode: „Wer andern in der Grube gräbt“)
- 1994: Pumuckl und der blaue Klabauter
- 1997: Die Oma ist tot
- 1999: Der Einstein des Sex
- 1999: Pumuckls Abenteuer (Fernsehserie)
- 2001: Rosamunde Pilcher – Küste der Träume
- 2003: Raumpatrouille Orion – Rücksturz ins Kino
- 2003–2005: Die Fallers
- 2004: Der Wixxer
- 2004: Ein Engel namens Hans-Dieter
- 2006: Hui Buh – Das Schlossgespenst
- 2007: Neues vom Wixxer
- 2007: Vollidiot
- 2007: SEK-Calw
- 2009: Mord ist mein Geschäft, Liebling
- 2012: Der Gründer

### Gastauftritte
- 1960: Stahlnetz – Die Zeugin im grünen Rock
- 1960: Stahlnetz – E 605
- 1961: Stahlnetz – In der Nacht zum Dienstag
- 1962: Sie schreiben mit – Zwischenfall im D-Zug
- 1962: Stahlnetz – In jeder Stadt…
- 1963: Funkstreife Isar 12 – Polizeialarm (Folge 3x05)
- 1963: Das Kriminalmuseum – Zahlencode N
- 1964: Abenteuerliche Geschichten – Das Feuerzeug
- 1964: Abenteuerliche Geschichten – Die verschollene Mine
- 1964: Kommissar Freytag – Grauer Wollhandschuh links
- 1964: Hafenpolizei – Reisebegleiterin gesucht
- 1965: Das Kriminalmuseum – Der Brief
- 1965: Das Kriminalmuseum – Die Mütze
- 1967: Das Kriminalmuseum – Kaliber 9
- 1967: Das Kriminalmuseum – Das Kabel
- 1967: Die fünfte Kolonne – Ein Anruf aus der Zone
- 1969: Der Kommissar – Das Messer im Geldschrank (Folge 2)
- 1970: Paul Temple: Mord in München (Murder in Munich)
- 1971: Die Unverbesserlichen und ihr Stolz
- 1971: Salto Mortale – Paris (Folge 16)
- 1972: Der Kommissar: Das Ende eines Humoristen
- 1974: Der Kommissar – Drei Brüder (Folge 72)
- 1974: Sonderdezernat K1 (Fernsehserie) – Hafenhyänen
- 1976: Tatort – Kassensturz
- 1980: Der Alte – Der Irrtum
- 1982: Der Androjäger – Lieber Jod als tot (Folge 5)
- 1982: Polizeiinspektion 1 – Der Betriebsausflug (Folge 55)
- 1982: Meister Eder und sein Pumuckl (Fernsehserie, Folgen 1x04 und 1x23)
- 1986: MacGyver – Ein unsichtbarer Gegner (Folge 1x12)
- 1989: Ein Heim für Tiere (1 Folge)
- 1993–1995: Zum Stanglwirt (21 Folgen)
- 1996: Schlosshotel Orth – Der dritte Stern
- 1999: Hans im Glück
- 2003: Pfarrer Braun – Der siebte Tempel (Fernsehserie)

## Filmographie Synchronsprecher (Auswahl)
Mel Brooks
- 1987: als Yogurth/Präsident Skroob in Mel Brooks’ Spaceballs
- 1991: als Goddard „Pepto“ Bolt in Das Leben stinkt
- 1993: als Rabbi Tuckmann in Robin Hood – Helden in Strumpfhosen
- 1995: als Prof. Abraham Van Helsing in Dracula – Tot aber glücklich

Victor French
- 1988–1991: als Marc Gordon in Ein Engel auf Erden
- 1989–1995: als Isaiah Edwards in Unsere kleine Farm

Michael Gough
- 1999: als James Hardenbrook in Sleepy Hollow
- 2005: als Elder Gutknecht in Corpse Bride – Hochzeit mit einer Leiche

### Filme
- 1952: John McIntire als Ira Hammond in Fluch der Verlorenen (Synchronisation 1986)
- 1988: Jack Cohen als Herr Braun in Eis am Stiel 8 – Summertime Blues
- 1994: Walter Matthau als Albert Einstein in I.Q. – Liebe ist relativ
- 1999: Bernard Fox als Käpt’n Winston Havelock in Die Mumie
- 2001: David Weatherley als Gastwirt Butterblume in Der Herr der Ringe: Die Gefährten
- 2011: Richard Griffiths als König George in Pirates of the Caribbean – Fremde Gezeiten

### Serien
- 1986–1990: Ernest Borgnine als Dominic Santini in Airwolf
- 1987–1995: Dana Elcar als Pete Thornton in MacGyver
- 1990–1991: Ned Beatty als Ed Conner in Roseanne

### Trick- und Animationsfilme oder -serien
- 1970: Die verrückten Abenteuer von Clever & Smart … als Jeff Smart
- 1971: Lucky Luke … als Bürgermeister
- 1976: Asterix erobert Rom … als Majestix
- 1978: Lucky Luke – Sein größter Trick … als Joe Dalton
- 1978: Watership Down … als Kehaar
- 1980–1982: Captain Future … als Otto
- 1983: Lucky Luke – Das große Abenteuer … als Joe Dalton
- 1985: Asterix – Sieg über Cäsar … als Miraculix (2. Synchro (DVD 2002): Berlinerisch)
- 1989: Asterix – Operation Hinkelstein … als Majestix
- 1990: DuckTales – Neues aus Entenhausen … als Admiral Grimitz
- 1994: Clever & Smart in geheimer Mission … als Jeff Smart
- 1998: Rudolph mit der roten Nase … als Santa Claus
- 1999: Käpt’n Blaubär – Der Film … als Käpt’n Blaubär
- 2001: Jimmy Neutron – Der mutige Erfinder … als König Goobot
- 2004–2009: Jimmy Neutron … als König Goobot
- 2004: Nussknacker und Mäusekönig … als Mäusekönig
- 2005: Robots … als Bigweld
- 2006: Urmel aus dem Eis … als Seelefant
- 2006: Asterix und die Wikinger … als Majestix
- 2008: Urmel voll in Fahrt … als Seelefant

## Hörspiele
- Asterix (1980er-Jahre-Hörspielserie; als Stimme von Majestix und Julius Caesar)
- Benjamin Blümchen (Folgen 100 und 101, Stimme von Kinderarzt Dr. Wunderlich, 2005)
- Die drei ??? – Der unsichtbare Gegner (Folge 38, Stimme von Ben Peck, Peters Großvater, 1986)
- Die drei ??? – Der giftige Gockel (Folge 47, Stimme von Big Barny Crown, 1990)
- Die drei ??? – Die Musikpiraten (Folge 52, Stimme von Toningenieur Hank Rivers, 1991)
- Die drei ??? – Die Rache des Tigers (Folge 61, Stimme von Portland, 1995)
- Die drei ??? – Der Biss der Bestie (Folge 146, Stimme von Fitzwilliam Waterfield, 2011)
- Die drei ??? – Insel des Vergessens (Folge 186, Stimme von Ben Peck, 2017)
- Die Abenteuer des Odysseus (alle Folgen 1–6, Stimme von „Göttervater“ Zeus)
- DiE DR3i – Die Pforte zum Jenseits (Folge 2, Stimme von Sylvester Meyzel, 2006)
- Die Klexe (Alle Folgen 1–9, als Stimme von Direktor Historiux / Erzähler, 1986–1987)
- Hexe Lilli bei den Piraten, Stimme von Kapitän Bartbacke (2007)
- Hui Buh neue Welt (Gastauftritt als Servatius Sebaldus, Folge: 8: Im Bann des Schwarzspukers)
- Jim Knopf und Lukas der Lokomotivführer, WDR-Hörspiel, Stimme des Kapitäns (2009)
- Käpt’n Blaubärs Geschichten und Käpt’n Blaubärs Seemannsgarn (alle 12 bzw. 9 Folgen, Stimme von Käpt’n Blaubär, ab 1991)
- Kleiner König Kalle Wirsch von Tilde Michels („Eltern“-Edition „Abenteuer Hören“, 2006)
- LEGO Piraten (Alle Folgen 1–6, Stimme von Käpt’n Roger, 1990)
- TKKG – Abenteuer im Ferienlager (Folge 9, Stimme von Günther, genannt „Rasputin“, dem Betreuer der TKKG-Bande im Camp an der Nordsee, 1982)
- TKKG – Im Schattenreich des Dr. Mubase (Folge 74, Stimme des Hausmeisters [im Inlay als „Opa“ bezeichnet], 1990)
- TKKG – Freiheit für gequälte Tiere (Folge 85, Stimme von Bernhard Möngheym, 1991)
- The Return of Captain Future – Die Rückkehr von Captain Future (Folge 1, Stimme von Otto dem Androiden, 2012)
- The Return of Captain Future – Kinder der Sonne (Folge 2, Stimme von Otto dem Androiden, 2012)
- 2003: Manfred Zauleck: Die Reise nach Baratonga – Regie: Wolfgang Rindfleisch (Kinderhörspiel – DLR Berlin)

## Auszeichnungen
- 1991: Verdienstkreuz am Bande der Bundesrepublik Deutschland
- 1998: Münchhausen-Preis für seine Käpt’n-Blaubär-Mitwirkung
- 2002: Verdienstorden des Landes Berlin
- 2011: Ohrkanus-Hörbuch- und Hörspielpreis für sein Lebenswerk